# Era Meiji
La era Meiji  (明治時代 Meiji-jidai?) o Período Meiji (23 de octubre de 1868-30 de julio de 1912) denota los 45 años del reinado del emperador japonés Meiji. Durante este período, el país comenzó su modernización y occidentalización erigiéndose como potencia mundial. El nombre significa "Era de culto a las reglas".
En 1868 se produce la revolución Meiji, y el emperador recupera su poder. Se emprenden, entonces, unas reformas legales tendentes a equiparar la sociedad japonesa con la europea, tomando como modelo la Prusia liberal de Guillermo I.

## La Restauración Meiji y el emperador
El 3 de febrero de 1868, Mutsuhito sucedió a su padre, el Emperador Kōmei. Fue proclamado Emperador Meiji y una nueva Era de Meiji, que significa "culto a la regla". La Restauración Meiji dio fin a 265 años de gobierno del shogunato Tokugawa.
La primera reforma fue la promulgación de la Carta de juramento en 1868, una declaración general con el propósito de que la oligarquía Meiji consiguiera el empuje necesario para ganar la confianza y el soporte financiero del Gobierno del Japón Meiji. Los cinco estatutos consistían en:
1. Establecimiento de asambleas deliberativas.
2. Integración de todas las clases en la tarea de sacar adelante al estado.
3. Sustitución de las "costumbres nocivas" por "leyes naturales".
4. Búsqueda internacional del conocimiento.
5. Fortalecimiento de los cimientos de la regla imperial.

Implícitamente, en el Juramento estaba el acabar con la exclusividad política del Bakufu y moverse hacia una participación más democrática en el gobierno. Para implementar los estatutos del Juramento, fueron elaborados once artículos constitucionales. Además de proveer un nuevo Consejo de Estado, cuerpo legislativo y sistema de rango para los nobles y oficiales, se limitó la permanencia en los cargos a cuatro años, se permitió la votación pública, se estableció un nuevo sistema de impuestos y se establecieron nuevas leyes locales administrativas.
El Gobierno Meiji aseguró a las fuerzas extranjeras que deberían seguir los antiguos tratos negociados con el Bakufu y que deberían actuar según las leyes internacionales. Mutsuhito, que reinó hasta 1912, seleccionó un nuevo título Meiji, o Culto al Gobierno como señal del comienzo de una nueva era en la historia japonesa.
Para escenificar el nuevo orden, la capital fue trasladada de Kioto, donde estuvo situada desde el 794, a Tokio (Capital Este), nuevo nombre para Edo. En un movimiento fundamental para la consolidación del nuevo régimen, la mayoría de los Daimyō entregaron voluntariamente al emperador sus tierras y archivos de censo durante la abolición del sistema han, simbolizando que la tierra y la gente estaban bajo jurisdicción del emperador. Confirmadas sus posiciones hereditarias, los daimyō se convirtieron en gobernadores, y el gobierno central asumió sus gastos administrativos y pago los estipendios de los samurái. El han fue reemplazado por las prefecturas en 1871, y la autoridad continuó fluyendo hacia el gobierno central. Los funcionarios favorecidos por los anteriores han, como los de Satsuma, Chōshū, Tosa, y Provincia de Hizen, fueron puestos en cargos en los nuevos ministerios. Formalmente, los nobles que no eran favorecidos por la corte y los de menor rango y samuráis más radicales reemplazaron a las personas asignadas por el Bakufu, Daimyō, y antiguos nobles de la corte mientras aparecía una nueva clase gobernante.
A medida que la Restauración Meiji intentaba retornar al emperador a una posición superior, los esfuerzos se concentraron en establecer un estado Shinto más parecido al estado de hacía mil años. Aunque el Sintoísmo y el Budismo se habían moldeado en una creencia Sincretista durante los anteriores mil años, un nuevo Estado Shinto había sido construido para ese propósito. Fue establecida la Oficina de Culto Shinto, categorizada sobre el Consejo de Estado en importancia. Se adoptaron las ideas Kokutai de las escuelas Mito, y se enfatizó en la divinidad ancestral de la familia imperial japonesa. En un movimiento pequeño pero importante, el gobierno apoyó a los maestros Shinto. Aunque la Oficina de Culto Shinto fue degradada en 1872, en 1877 la Casa de Ministro controlaba todos los santuarios shinto y el estado reconoció a ciertas sectas Shinto. La religión Shinto fue separada de la administración Budista y se restauraron sus características. Aunque el Budismo sufrió el apoyo del estado al Shinto, tuvo su propio resurgimiento. El Cristianismo también fue legalizado, y el confucianismo se mantuvo como una doctrina ética de importancia. Sin embargo, aumentó cada vez más el número de pensadores japoneses identificados con ideologías y metodologías occidentales.

## Política
El principal logro institucional tras la Rebelión Satsuma fue el comienzo de una tendencia hacia el desarrollo representativo del gobierno. Tras la Restauración Meiji, la gente que había sido obligada a estar apartada de los asuntos del gobierno fue testigo o escuchó acerca del éxito de las instituciones representativas en otros países del mundo y presionaron al gobierno.
Uno de los mayores proponentes de un gobierno representativo fue Itagaki Taisuke (1837-1919), un poderoso líder de la provincia de Tosa que fue diputado en el Consejo de Estado en el Seikanron en 1873. Itagaki utilizó medios pacíficos en vez de medios rebeldes para ganar voz en el gobierno. Comenzó una escuela y un movimiento que buscaba establecer una monarquía constitucional y una asamblea legislativa. Itagaki, junto a otros, escribió el Conmemorativo Tosa en 1874, criticando el poder desenfrenado de la oligarquía y llamando al establecimiento inmediato de un gobierno representativo.
Entre 1871 a 1873 se promulgaron una serie de leyes sobre impuestos y tierras, como base para una política fiscal moderna. Se legalizó la propiedad privada, se crearon escrituras, y se tasaron las tierras a un precio justo en el mercado, con impuestos a pagar en efectivo en vez de como se hacía anteriormente con tasas ligeramente más bajas.
Descontento con el ritmo de las reformas, tras reunirse con el Consejo de Estado en 1875, Itagaki organizó a sus seguidores y a otros proponentes democráticos en un Aikokusha (Sociedad de Patriotas) a nivel nacional para impulsar un gobierno representativo en 1878. En 1881, en una acción por la cual mejor se le conoce, Itagaki ayudó a fundar el Jiyuto (Partido Liberal), el cual favorecía las doctrinas políticas francesas.
En 1882 Okuma Shigenobu estableció el Kaishintō (Partido Progresista Constitucional), que buscaba un estilo británico constitucional demócrata. En respuesta, los burócratas del gobierno, los oficiales locales del gobierno, y otros conservadores, establecieron en 1881 el Rikken Teiseito (Partido del Gobierno Imperial), un partido en pro del gobierno. El posterior surgimiento de numerosas protestas políticas, algunas de ellas violentas, dio como resultado algunas restricciones del gobierno. Las restricciones dificultaban la creación de los partidos políticos y creaba divisiones internas entre ellos. El Jiyuto, que estaba en contra del Kaishinto, fue disuelto en 1884, y Okuma renunció a la presidencia del Kaishinto.
Los líderes del gobierno, preocupados por los tratos violentos, los problemas de estabilidad y las divisiones de literato del Seikanron, estaban en su mayoría a favor de que un gobierno constitucional fuera establecido. El líder del Chōshū, Kido Takayoshi, había favorecido una forma constitucional de gobierno desde antes de 1874, y se hicieron varias ofertas de bosquejos como propuestas para garantizar el gobierno constitucional. La oligarquía, sin embargo, aunque reconocía la realidad de una presión política, estaba determinada a mantener el control.
La Conferencia de Osaka en 1875 dio como resultado la reorganización del gobierno con una magistratura independiente y un Consejo de Ancianos designado a la tarea de repasar las propuestas de la legislatura. El emperador declaró que "un gobierno constitucional debería ser establecido en etapas graduales" al ordenar al Consejo de Ancianos crear un borrador para una constitución.
Tres años más tarde, la Conferencia de los Gobernadores de las Prefecturas estableció una asamblea electa. Aunque limitada en su autoridad, esta asamblea representaba un movimiento en dirección a un gobierno representativo a nivel nacional. En 1880 también se formaron asambleas en los pueblos y ciudades, y delegados de veintidós prefecturas llevaron a cabo una convención nacional para establecer el Kokkai Kisei Domei (Liga para Establecer a una Asamblea Nacional).
Aunque el gobierno no estaba opuesto a un gobierno parlamentario, continuó tratando de mantener control de la situación política. Nuevas leyes establecidas en 1875 prohibieron a la prensa criticar el gobierno o discutir las leyes nacionales. La Ley de Asamblea Pública (1880) limitó severamente las reuniones públicas, prohibiendo la asistencia de funcionarios públicos y requiriendo permiso policíaco para todas las reuniones.
Cuando finalmente el emperador concedió una porción de su autoridad y le dio derechos y libertades a sus súbditos, la Constitución de 1889 del Imperio de Japón provista por la Dieta Imperial (Teikoku Gikai), compuesta por miembros electos de la Casa de Representantes con un derecho al voto limitado a ciudadanos hombres mayores de 25 años y que pagaran 15 yenes en impuestos nacionales, cerca del 1% de la población, y la Casa de los Nobles, compuesta por la nobleza y miembros imperiales designados, y un gabinete responsable al emperador e independiente a la legislatura. La Dieta podía aprobar legislaciones del gobierno y leyes, haciendo representación del gobierno, y enviar las peticiones al emperador. Sin embargo, a pesar de estos cambios institucionales, la soberanía aun residía en el emperador y en la base de su divinidad ancestral.
La nueva constitución especificaba una forma de gobierno que se mantuviera en carácter, con el emperador manteniendo el poder supremo y solo unos pocos privilegios concedidos a los derechos populares y mecanismos parlamentarios. La participación de los partidos fue reconocida como parte del proceso político. La Constitución Meiji se mantuvo como ley fundamental hasta 1947.
En los primeros años del gobierno constitucional, salieron a relucir las fortalezas y debilidades de la Constitución Meiji. Un pequeño grupo de la élite Satsuma y Chōshū continuó gobernando Japón, siendo institucionalizada como un cuerpo extraordinario del Genrō. Colectivamente, el Genrō hizo decisiones reservadas al emperador, y era el Genrō y no el emperador quien controlaba el gobierno políticamente.
Durante toda la era, sin embargo, los problemas políticos eran resueltos usualmente mediante compromisos, y los partidos políticos gradualmente fueron incrementando su poder sobre el gobierno y como resultado mantuvieron un rol aún más grande en el proceso político. Entre 1891 y 1895, Ito fungió como primer ministro con un gabinete compuesto en su mayoría por miembros del Genrō que buscaban establecer un gobierno partidista para controlar la Casa de Representantes. Aunque no se realizó completamente, también se estableció una tendencia hacia una política partidista.

## Sociedad
En su regreso, una de las primeras acciones del gobierno fue el establecer nuevos rangos para la nobleza. Quinientas personas de la antigua nobleza de la corte, entre los que se encontraban los daimyō y samurái que prestaron servicios valiosos al emperador fueron organizados en cinco rangos: príncipe, marqués, conde, vizconde, y barón.
Fue para este tiempo que tomó lugar el movimiento Ee ja nai ka, un estallido espontáneo de comportamiento extático.
En 1885, el intelectual Yukichi Fukuzawa escribió el influyente ensayo Datsu-A Ron, argumentando que Japón debería orientarse a ser uno de los "países civilizados de oriente", dejando atrás el "subdesarrollo sin remedio" de los vecinos asiáticos, nombrando a Corea y China. Este ensayo ciertamente contribuyó al surgimiento de los avances económicos y tecnológicos durante el Período Meiji pero pudo también haber fomentado los cimientos para una futura política en la región colonialista japonesa, hecho que se hizo patente en el preámbulo de la Segunda Guerra Mundial.

## Economía
Considerando que la estructura económica y producción del país era muy parecida a la Época isabelina inglesa, convertirse en una potencia mundial en tan poco tiempo equivale a un progreso notable. Existían al menos dos razones para la gran velocidad con que Japón se modernizó: el emplear a más de 3000 expertos extranjeros (llamados O-yatoi gaikokujin o 'extranjeros contratados') especializados en campos como la enseñanza del inglés, las ciencias, ingeniería, la milicia y la navegación; y el envío de estudiantes japoneses al extranjero, especialmente Europa y América, basados en quinto y último artículo de la Carta de juramento de 1868:
El “conocimiento será buscado a través del mundo para consolidar los cimientos de la regla imperial”. Este proceso de modernización fue fuertemente subsidiado y monitoreado de cerca por el gobierno Meiji, realzando el poder de las grandes firmas Zaibatsu como la Mitsui y Mitsubishi.
Mano a mano, las Zaibatsu y el gobierno guiaron a la nación, siempre trayendo tecnología de Occidente. Japón fue tomando control gradualmente de gran parte del mercado asiático de la manufactura de mercancías, comenzando por los textiles. La estructura económica se hizo sumamente comercial, importando materias primas y exportando productos acabados; reflejo de la pobreza relativa de materias primas en Japón.
Japón emergió de la transición Tokugawa-Meiji como la primera nación industrializada asiática. Las actividades comerciales domésticas y el limitado intercambio extranjero satisfizo las demandas de material cultural en la era Tokugawa, pero la modernizada Era Meiji demandó diferencias radicales. Desde el comienzo, los gobernantes Meiji adoptaron el concepto de una economía de mercado y adoptaron las formas británicas y estadounidenses de mercado libre capitalista. El sector privado, en una nación que gozaba de una abundancia de empresarios agresivos, adoptó el cambio con una buena acogida.
Las reformas económicas incluyeron una moneda unificada basada en el yen, banca, comercio y leyes de impuesto, bolsa de valores, y una red de comunicaciones. El establecimiento de una estructura institucional moderna a una avanzada economía capitalista tomó tiempo pero fue completado durante los años 1890. Para ese entonces, el gobierno había relegado gran parte del control directo de los procesos de modernización, principalmente por razones presupuestarias.
Muchos de los antiguos daimyō, cuya pensión había sido pagada toda de un golpe, se beneficiaron en gran medida mediante las inversiones realizadas en nuevas industrias. También prosperaron aquellos que habían estado informalmente envueltos en intercambios extranjeros antes de la Restauración Meiji. Los antiguos servidores del Bakufu que se aferraron a sus formas tradicionales fallaron en acoplarse al nuevo ambiente comercial.
El gobierno estaba inicialmente envuelto en la modernización económica, proveyendo un número de "fábricas modelo" para facilitar la transición a una era moderna. Después de los primeros veinte años de la era Meiji, la industria económica se expandió rápidamente hasta cerca del 1920 con los avances tecnológicos occidentales y las grandes inversiones privadas. Estimulados por las guerras y mediante la cuidadosa planificación económica, Japón surgió como una de las principales naciones industriales tras la Primera Guerra Mundial.

## Militarismo
A pesar de las críticas de la oposición, los líderes Meiji continuaron con la modernización de la nación mediante iniciativas como el cableado telegráfico a las ciudades más importantes, la construcción de ferrocarriles, astilleros, fábricas de municiones, minas, instalaciones para fabricación de textiles, fábricas, y estaciones experimentales agrícolas. Preocupados de la seguridad nacional, los líderes realizaron esfuerzos significativos en la modernización militar, los que incluyeron el establecimiento de un pequeño ejército permanente, un amplio sistema de reserva, y un servicio militar obligatorio para todos los hombres. Fueron estudiados los sistemas militares extranjeros, se contrataron consejeros extranjeros, y se enviaron cadetes a las escuelas militares y navales de Europa y los Estados Unidos.

## Relaciones con el extranjero
Cuando la Armada de los Estados Unidos acabó con la política japonesa del Sakoku, y de igual forma con su aislamiento, los japoneses se vieron indefensos contra las presiones militares y la explotación económica de las potencias occidentales. Para que Japón pudiera salir de la era feudal, tenía que evitar el destino colonial de otros países asiáticos estableciendo una independencia e igualdad nacional genuina.
Tras la victoria contra China en Corea durante la primera guerra sino-japonesa (1894-1895), Japón irrumpió como una potencia internacional con una victoria contra Rusia en Manchuria (noreste de China) en la Guerra ruso-japonesa de 1904 al 1905. Aliados con Reino Unido mediante la Alianza anglojaponesa firmada en Londres el 30 de enero de 1902, Japón se unió a los Aliados en la Primera Guerra Mundial, buscando en el proceso hacerse con el territorio a manos de Alemania en China y el Pacífico, pero en su mayor medida sin tomar participación significativa en el conflicto.
Tras la guerra, una debilitada Europa dejó una gran parte de los mercados internacionales a los Estados Unidos y Japón, quienes emergieron altamente fortalecidos. La competencia japonesa hizo una gran incursión en el hasta entonces dominado mercado europeo en Asia, no solo en China, sino en casi todas las colonias europeas como India e Indonesia, reflejando el desarrollo de la era Meiji.

## Conversión alcalendario gregoriano
| Meiji      | 1.º  | 2.º  | 3.º  | ４.º | 8.º  | 13.º | 15.º | 18.º | 23.º | 28.º | 33.º | 38.º | 43.º | 45.º |
| Gregoriano | 1868 | 1869 | 1870 | 1871 | 1875 | 1880 | 1882 | 1885 | 1890 | 1895 | 1900 | 1905 | 1910 | 1912 |